# 楽園の瑕
『楽園の瑕』（らくえんのきず、原題：東邪西毒、英題：Ashes of Time）は、1994年の香港映画。監督はウォン・カーウァイ。2008年には、新たな編集を行った『楽園の瑕 終極版』（らくえんのきず しゅうきょくばん、原題：東邪西毒：終極版、英題：Ashes of Time Redux）が第61回カンヌ国際映画祭でプレミア上映され、後に一般公開された。

## 概要
金庸の『射鵰英雄伝』に登場する悪役である「東邪」黄薬師と「西毒」欧陽鋒の若き日々を描いた外伝的作品。ストーリーは、ウォン・カーウァイ監督のオリジナルで、金庸の原作にはない。東邪と西毒のほかに「北丐」洪七も登場する。洪七は、後に「九指神丐」と呼ばれるようになるが、本作中で敵との戦いで指を1本なくすというエピソードが添えられている。ジャンルは武俠映画だが、わかりやすい勧善懲悪の物語ではなく、剣士たちの武の道を極めながらも、愛、人生、死に悩む人間模様を描いている。
当初は、全2部作を予定していたが、撮影が長引いて公開日に公開する見通しが立たなかったために、プロデューサーのジェフ・ラウが急きょ同じスタッフ・キャストを使ってわずか8日間で『大英雄』を撮りあげ公開した。ようやく公開された本作はレスリー・チャン、レオン・カーフェイ、ブリジット・リン、トニー・レオン、マギー・チャン、ジャッキー・チュン、カリーナ・ラウなど豪華キャストでかためながら、ストーリーが難解ということもあり、興業的には失敗に終わった。批評家たちの評価は肯定・否定に分かれ、香港の映画雑誌では大論争となった。
1994年ヴェネツィア国際映画祭で金のオゼッラ賞（撮影賞）、第14回香港電影金像奨撮影賞・美術賞、第31回台湾金馬奨撮影賞・編集賞を受賞した。
ブリジット・リンにとってはデビュー以来100作目の出演作品となり、今作以降は結婚を機に、しばらく女優業をストップすることになった。また、撮影にはジョイ・ウォンとヴェロニカ・イップも参加していた（2人が『大英雄』に出演しているのはそのため）が、出演シーンはすべてカットされている。

## ストーリー
仏典に曰く「旗未だ動かず風また未だ吹かず。揺らぐは人の心なり」＝「旗未動、風也 未動、是人的心自己在動」。
12世紀中国、南宋末期の西域の砂漠で、独り殺し屋稼業を営む欧陽鋒（レスリー・チャン）の元に、毎春決まって、旧友の黄薬師（レオン・カーフェイ）が尋ねて来る。その春は、彼はある女にもらったのだと言って「酔生夢死（辛い過去と浮世の苦しみを忘れる酒）」を持参した。欧陽鋒はその酒を飲もうとはしなかった。彼には忘れたくない過去があったのだ。黄薬師は独りでその酒を飲み、苦しみと同時にさまざまなことを忘れていく。
黄薬師はかつて燕国を訪れ、美しい容姿の貴公子、慕容燕（ブリジット・リン）と友情を育んだ。しかし酔ったはずみに黄薬師は慕容燕に向かって「君に妹がいたなら、妻に迎えるのに」と、戯れ半分で呟いてしまう。実は、慕容燕は燕国の継承者として男の姿になるべく強いられた女性。女の姿に戻り、妹の慕容嫣として黄薬師の訪れを約束の場所で待ったが、なぜか黄薬師は現れなかった。裏切られた思いの彼女は、狂気に囚われた。彼女は当初、男の姿＝慕容燕として欧陽鋒の元を訪れ、妹の仇として黄薬師の暗殺を依頼する。ところが直後に、彼の妹、慕容嫣として再び欧陽鋒に会いに来て、兄の暗殺を依頼する。兄妹の言動を不審に思う欧陽鋒。やがて彼は、兄と妹ではなく、同一人物が愛憎に引き裂かれて彼に相反する依頼をしているのではないか、と推理するようになった。慕容燕として欧陽鋒の元に訪れた時、欧陽鋒は彼女に黄薬師が残した例の酒「酔生夢死」を飲ませる。酔った彼女は欧陽鋒と黄薬師の区別が付かなくなり、苦しみを忘れ、愛を告白する。欧陽鋒は、かつて自分の兄嫁になった女に告げる機会を逸した言葉を、彼女に向かって告げる。その夜…棲家で寝入った欧陽鋒の身体を背後からまさぐり、愛撫する白い手が…。彼もまた、その手が慕容燕なのか兄嫁なのか、解らなくなったまま、優しい愛撫に身を任せた…。それきり、慕容燕も慕容嫣も彼の元を訪れることはなくなった…この人物は後に、たった独りで修行を積み、やがて独孤求敗（小説『秘曲 笑傲江湖』など、数々の金庸作品に登場する人物）として江湖で知られる、無敵の武術家となるのだ。
欧陽鋒の砂漠の棲家に、一人のみすぼらしいなりの少女（チャーリー・ヤン）が現れた。1頭のロバを曳き、卵の入った籠を抱えた彼女は、弟の敵を討ちたいと欧陽鋒に助力を求める。だが欧陽鋒はすげなく断り続けた。少女はなすすべもなく、欧陽鋒の棲家の周囲に佇む。欧陽鋒にとっては目障りなのだが、少女はあきらめようとしない。
欧陽鋒の元に、流浪の身の剣士（トニー・レオン）が現れ、仕事はないかと尋ねる。彼は黄薬師の旧友だった。しかし、剣士は妻（カリーナ・ラウ）と黄薬師の仲を疑い、嫉妬し、桃花島に妻を独り残し、さすらい続けていたのだ。欧陽鋒は、黄薬師がかつて闘った馬賊の後始末を、仕事として剣士に与える。欧陽鋒の元に通う剣士に、少女は弟の仇を討ってほしいと頼むが、剣士は取り合わない。彼は「桃の花が見たくなったので、故郷の桃花島に帰る金がほしい」と欧陽鋒に明かす。美しい瞳の持ち主である剣士は、しかし30歳になると完全に失明する運命にあった。すでに視力が低下している彼だが、馬賊との闘いで見事勝利を収める。しかし馬賊の生き残りは復讐を誓っていた。欧陽鋒に「もしも自分が死んだら、黄薬師に桃花島で待つ人がいると伝えてくれ」と伝言する。決戦に赴く時、少女の唇を衝動的に奪った剣士。少女は口惜し涙を浮かべて砂を彼に投げつける。剣士は決戦に挑んだ。多勢に無勢の戦いのさなか、もはや視力を完全に失った彼が、自分よりも素早い剣捌きの好敵手（コリン・チョウ）と戦ううちに、最期に聞いた音とは…。欧陽鋒の手元に、剣士がいつも身に付けていた手ぬぐいだけが残った。
桃花島では、帰らぬ夫の代わりに妻が、夫の愛馬をいつも通り世話していた。彼女の心に宿るのは、不倫を疑って家を出た夫なのか、夫の旧友の黄薬師なのか…？　黙して誰にも心のうちを語らぬ彼女は、馬に水浴びをさせつつ、孤独を癒すかのように馬の肌を愛撫し続ける…。
ある日、桃の花が咲き誇る風景を見たくなった欧陽鋒が、桃花島を突然訪れる。いつものように馬に水浴びをさせながら、欧陽鋒が持っていた手ぬぐいを一目見た剣士の妻は、何も言わず黙って涙を流す。夫の死を悟っての涙なのか、自分をこのような境遇に突き落とした黄薬師に向けての涙なのか…？　この島には、桃の木は一本もなかった。桃花というのは、剣士の妻の名前だったのだ。
またある日、洪七（ジャッキー・チュン）という裸足の男がやってきて、欧陽鋒の殺し屋家業を手伝いたいという。まだ無名で、江湖で名を成したい野心に燃えた彼に、欧陽鋒は盲目の剣士の、砂漠でひからびた遺骸を検証させ、敵の太刀筋を読むこと、敵の力を読み取ることなどを教える。やがて田舎じみた姿の女が現れるが、洪七は冷たく彼女を追い返そうとした。彼女は洪七が、野心に燃え故郷に棄てて来たはずの妻（バイ・リー）だった。江湖の掟では、武侠は女連れでさすらうことはできないのだ。そして洪七は弟の仇を討ってほしいと頼む少女のために卵と引き換えに復讐を請け負い、剣客の群れに戦いを挑んだ。だが彼は剣客を全滅させながらも、一瞬の油断で一本の指を斬り落とされた…。わびる少女に、洪七は自分の油断のためであって気にすることはないと言う。彼の妻は、傷ついた洪七を懸命に看病した。ついに洪七は江湖の掟を無視し、妻を連れて新天地へと旅立つ決心をした。去っていく二人を見送る欧陽鋒の心中に、去来したものは…？　3年後、洪七は蛮族の首領“北丐”となり、後年、大雪山で欧陽鋒と対決する運命だった…。
欧陽鋒にも、忘れられない苦しみがあった。自分が唯一愛した女性（マギー・チャン）が、武者修行の旅から故郷の白駝山に戻ってみると、自分の兄と婚礼を挙げるところだったのだ。兄は早くに両親を亡くした彼を、親代わりになって育ててくれた恩人でもある。婚礼の夜、彼は強引に兄嫁となる女を抱こうとするが、女は彼を必死に拒んだ。もはや自分への愛は消えたのか…欧陽鋒は、失意のうちに故郷を離れたのだ。欧陽鋒の兄嫁は、息子を一人生んでいた。しかし幼い息子は心を閉ざし、言葉を発することもなく、海辺で独りで遊ぶばかり。白駝山を定期的に訪れる黄薬師に、息子のことを語りながらも、欧陽鋒の兄嫁は虚空を見つめて物思いにふける……。黄薬師は彼女に問いかける。「なぜ欧陽鋒と一緒にならなかったのだ？」。彼女は答えた。「愛している、という一言を言ってくれなかったからよ」。「…愛の勝者になったと思っていた。けれどもある日鏡を見たら、そこには敗者がいたの。ああ、昔に戻れるのなら…あの子も、成長すれば私の元を去るんだわ…」。黄薬師はそんなことを呟き、過去に生き続ける彼女の心に、自分が付け入る隙がないことを感じ取る…。そんな彼に、兄嫁は問いかける。「あなたは、あの人の友人…なぜ彼に教えなかったの？」。黄薬師は答えた。「君に、教えるなと言われていたから」。兄嫁は涙を流し、万感の思いを込めて呟いた。「あなたは、誠実な人なのね……」。
兄嫁が「なぜ教えなかったのか」と問いかけたことは、黄薬師がその年の春、「酔生夢死」を飲んだためか、欧陽鋒に告げなかったことと同じだった。それは兄嫁が不治の病に侵されて、余命がいくばくもないということだった。長い時をかけて白駝山から届いた手紙で、欧陽鋒はようやくそれを知ることになった。兄嫁は独り息子を残し、すでに病死していた…。最愛の女だった彼女の死を契機に、黄薬師は桃花島に引退し、“東邪”と称することになる。そして欧陽鋒はついに、黄薬師が持参した「酔生夢死」を飲むが、彼は何一つ忘れることができなかった。「何かを忘れようとすればするほど、心に残るものだ。ある人曰く、何かを捨てなければならない時は、心に刻みつけよと」と呟く欧陽鋒。何も忘れることはできなかったが、彼のなかで何かが変わってしまった。彼は砂漠の棲家を焼き払い、兄嫁のいなくなった故郷に戻ることを決意する。
欧陽鋒は独白する。「幼くして両親を失い、兄の手で育てられたため、私は"相手に拒まれたくなかったら、自分から先に拒むことだ"という人生観を身につけてしまった。そのため私の愛は決して実らず、生涯独身で暮らす宿命だという」……。幻のように浮かび上がる、好敵手として対峙する欧陽鋒と黄薬師の姿…それはかつて本当に有り得た決闘だったのか、それとも心象風景なだけなのか…？　白駝山に戻った欧陽鋒は西の覇王と自称、“西毒”とも呼ばれることになる。

## キャスト
| 役名           | 俳優               | 日本語吹替 |
| 役名           | 俳優               | VHS版      |
| -------------- | ------------------ | ---------- |
| 「西毒」欧陽鋒 | レスリー・チャン   | 野島昭生   |
| 「東邪」黄薬師 | レオン・カーフェイ | 松橋登     |
| 慕容燕／慕容嫣 | ブリジット・リン   | 幸田直子   |
| 盲目の剣士     | トニー・レオン     | 田中正彦   |
| 欧陽鋒の兄嫁   | マギー・チャン     | 湯屋敦子   |
| 「北丐」洪七   | ジャッキー・チュン | 檀臣幸     |
| 桃花           | カリーナ・ラウ     | 米本千珠   |
| 孤女           | チャーリー・ヤン   | 渡辺美佐   |
| 洪七の妻       | バイ・リー         |            |
| 剣豪           | コリン・チョウ     | 柳沢栄治   |

## スタッフ
- 監督：ウォン・カーウァイ
- 原作：金庸
- 脚本：ウォン・カーウァイ
- 音楽：フランキー・チェン（オープニングテーマ「天地孤影任我行」）
- 撮影：クリストファー・ドイル
- 製作総指揮：ジェフ・ラウ
- 編集：パトリック・タム
- 武術指導：サモ・ハン・キンポー
- 衣装：ウィリアム・チョン

## 終極版
『楽園の瑕 終極版』（らくえんのきず しゅうきょくばん、原題：東邪西毒：終極版、英題：Ashes of Time Redux）は、ウォン・カーウァイ監督自ら再編集を行った別バージョン。フランキー・チェンによる映画音楽をヨーヨー・マのチェロ演奏に置き換え、レスリー・チャンの登場場面を増やし、その分トニー・レオンの剣戟場面を短くしたバージョン。冒頭と結末のシーンも変更され、ストーリーの流れが追いやすくなっている。また、トニー・レオン演じる剣士を倒した敵役が、今作のアクション監督を務めたサモ・ハン・キンポーが当時売り出していたコリン・チョウであったことが確認できる。
フィルム保管会社の倒産により1997年にウォン・カーウァイ監督がフィルムを回収。大量の未使用フィルムを使った再編集バージョンの製作が2006年頃から噂されていたが、2008年の第61回カンヌ国際映画祭で招待作品として上映された。
中国国内では『楽園の瑕』は長らく上映されておらず、一部の知識階級や大学生の間で伝説的な名作として扱われていたが、2009年3月27日から『楽園の瑕 終極版』が全国で上映。同年3月30日、第33回香港国際電影節でもGara Premiereとして上映された。

## 注・出典
1. ↑   ウォン・カーウァイ―期待の映像作家シリーズ (キネ旬ムック―フィルムメーカーズ). キネマ旬報社. (2001/3/1)
2. ↑  『六祖大師法寶壇經』に「遂出至廣州法性寺。値印宗法師講涅槃經。時有風吹旛動。僧曰風動。一僧曰旛動。議論不已。惠能進曰。不是風動。不是旛動。仁者心動。」とある。（大正新脩大蔵経 T2008_.48.0349c10 - 12）